# Milne Island
Milne Island är en ö i Kanada.   Den ligger i territoriet Nunavut, i den norra delen av landet, 3 500 km norr om huvudstaden Ottawa. Arean är 25,3 kvadratkilometer.
Terrängen på Milne Island är platt. Öns högsta punkt är 112 meter över havet. Den sträcker sig 8,4 kilometer i nord-sydlig riktning, och 7,9 kilometer i öst-västlig riktning.